# Pseudenargia algirica
Pseudenargia algirica är en fjärilsart som beskrevs av Culot 1913. Pseudenargia algirica ingår i släktet Pseudenargia och familjen nattflyn. Inga underarter finns listade i Catalogue of Life.